# Пам'ятки історії Мукачівського району
Пам'ятки історії Мукачівського району
| Назва селищної ради | № п/п | Назва історичної пам'ятки                                                 | Місцезнаходження  | Охоронний номер |
| ------------------- | ----- | ------------------------------------------------------------------------- | ----------------- | --------------- |
| Кольчинська         | 1.    | Пам'ятник односельчанам                                                   | смт Кольчино      | 261             |
|                     | 2.    | Місце, де стояв будинок, у якому народився Г. Стрипський                  | смт Кольчино      |                 |
|                     | 3.    | Могила Антраша Шосела — скульптора-ливарник                               | с. Шелестово      | 655             |
| Чинадієвська        | 4.    | Меморіальна дошка на честь О. С. Пушкіна                                  | смт Чинадієво     | 273             |
|                     | 5.    | Групи могил партизан /І. Сабова, І. Коневича/ і могила невідомого солдата | смт Чинадієво     | 274             |
| Бабичівська         | 6.    | Будинок, в якому розміщався штаб партизанського з'єднання В. П. Русина    | с. Бабичі         | 714             |
| Бобовищанська       | 7.    | Місце загибелі екіпажу радянського літака. Осінь 1944 р.                  | с. Бобовище       | 715             |
|                     | 8.    | Пам'ятник односельчанам                                                   | с. Бобовище       | 252             |
|                     | 9.    | Пам'ятний знак на місці загибелі Андрія Петричка.                         | с. Бобовище       |                 |
| Брестівська         | 10.   | Пам'ятник односельчанам                                                   | с. Лецовиця       | 636             |
| Великолучківська    | 11.   | Пам'ятник односельчанам                                                   | с. В.Лучки        | 253             |
|                     | 12.   | Могила двічі Героя Соц. праці Ганни Ладані                                | с. В.Лучки        | 421             |
|                     | 13.   | Могила Героя Соц. Праці Юрія Рубіша                                       | с. В.Лучки        |                 |
|                     | 14.   | Місце страти І. Габовди — учасника селянського заворушення в 1918 р.      | с. В.Лучки        |                 |
|                     | 15.   | Пам'ятник Т. Г. Шевченку                                                  | с. В.Лучки        | 422             |
| Верхньовизницька    | 16.   | Пам'ятник односельчанам                                                   | с. В.Визниця      | 660             |
| Горондівська        | 17.   | Пам'ятник односельчанам                                                   | с. Горонда        | 254             |
| Жнятинська          | 18.   | Пам'ятник односельчанам                                                   | с. Жнятино        | 255             |
|                     | 19.   | Могила Віктора Дубинського — афганця                                      | с. Жнятино        |                 |
| Жуківська           | 20.   | Пам'ятник односельчанам                                                   | с. Жуково         | 256             |
| Завидівська         | 21.   | Пам'ятник односельчанам                                                   | с. Завидово       | 555             |
| Залужанська         | 22.   | Пам'ятник односельчанам                                                   | с. Залужжя        | 257             |
| Зняцівська          | 23.   | Пам'ятник односельчанам                                                   | с. Зняцево        | 258             |
|                     | 24.   | Пам'ятник односельчанам                                                   | с. Червеньово     |                 |
| Зубівська           | 25.   | Пам'ятник односельчанам                                                   | с. Зубівка        | 259             |
| Івановецька         | 26.   | Пам'ятник односельчанам                                                   | с. Іванівці       | 554             |
| Кальницька          | 27.   | Пам'ятник односельчанам                                                   | с. Кальник        | 260             |
|                     | 28.   | Пам'ятник односельчанам                                                   | с. Медведівці     | 266             |
|                     | 29.   | Місце хати, в якій народився Петро Стерчо                                 | с. Кузьмино       |                 |
| Ключарківська       | 30.   | Пам'ятник односельчанам                                                   | с. Ключарки       | 668             |
| Копинівська         | 31.   | Пам'ятник односельчанам                                                   | с. Копинівці      | 262             |
| Лавківська          | 32.   | Пам'ятник односельчанам                                                   | с. Лавки          | 263             |
|                     | 33.   | Могила Миколи Гудивика — афганця                                          | с. Лавки          |                 |
| Лалівська           | 34.   | Пам'ятник односельчанам                                                   | с. Лалово         | 264             |
|                     | 35.   | Могила невідомого радянського воїна-визволителя                           | с. Лалово         |                 |
| Лохівська           | 36.   | Пам'ятник односельчанам                                                   | с. Лохово         | 265             |
| Макарівська         | 37.   | Пам'ятник односельчанам                                                   | с. Макарьово      | 556             |
| Нижньокоропецька    | 38.   | Пам'ятник односельчанам                                                   | с. Н. Коропець    | 267             |
| Новодавидківська    | 39.   | Пам'ятник односельчанам                                                   | с. Нове Давидково | 268             |
|                     | 40.   | Могила Івана Сільвая                                                      | с. Нове Давидково | 637             |
|                     | 41.   | Місце хати, в якій народився Василь Кукольник                             | с. Нове Давидково |                 |
| Обавська            | 42.   | Могила Георгія Кобаки — афганця                                           | с. Обава          |                 |
| Ракошинська         | 43.   | Пам'ятник односельчанам                                                   | с. Ракошино       | 269             |
|                     | 44.   | Могила Героя Соц. Праці Ганни Пеци                                        | с. Руське         |                 |
|                     | 45.   | Будинок, в якому народився Семен Панько                                   | с. Чопівці        |                 |
| Сернянська          | 46.   | Пам'ятник радянським воїнам-визволителям (1978 р.)                        | с. Баркасово      | 553             |
| Страбичівська       | 47.   | Пам'ятник односельчанам                                                   | с. Страбичово     | 270             |
|                     | 48.   | Братська могила радянських воїнів                                         | с. Страбичово     | 271             |
| Яблунівська         | 49.   | Пам'ятник односельчанам                                                   | с. Яблунів        | 688             |